# Uroplatus finiavana
Uroplatus finiavana là một loài thằn lằn trong họ Gekkonidae. Loài này được Ratsoavina, Louis Jr., Crottini, Randrianiaina, Glaw & Vences mô tả khoa học đầu tiên năm 2011.